# Vaejovis chiapas
Espèce
Vaejovis chiapas est une espèce de scorpions de la famille des Vaejovidae.

## Distribution
Cette espèce se rencontre au Mexique au Chiapas et au Guatemala.

## Description
Vaejovis chiapas mesure de 24 à 27 mm.

## Étymologie
Son nom d'espèce lui a été donné en référence au lieu de sa découverte, le Chiapas.

## Publication originale
- Sissom, 1989 : « Systematic studies on Vaejovis granulatus Pocock and Vaejovis pusillus Pocock, with descriptions of six new related species (Scorpiones, Vaejovidae). » Revue Arachnologique, vol. 8, no 9, p. 131-157.